# ملعب كورونا
ملعب كورونا (بالإسبانية: Estadio Corona)‏ هو ملعب كرة قدم يقع في توريون، كواويلا، المكسيك، يتسع لـ29237 متفرج. تم وضع حجر الأساس للملعب في 14 نوفمبر 2007. تم افتتاحه في 11 نوفمبر 2009، وقد كانت تكلفة إنشاء الملعب 100 مليون دولار. وهو الملعب الرسمي لنادي سانتوس لاغونا في الدوري المكسيكي الممتاز.

## وصلات خارجية
- الموقع الرسمي